# Checkmate (Itzy)
Checkmate è il quinto EP del girl group sudcoreano Itzy, pubblicato nel 2022.

## Tracce
1. Sneakers – 2:59
2. RAC3R – 3:12
3. What I Want – 2:23
4. Free Fall – 2:59
5. 365 – 3:05
6. Domino – 3:06
7. Sneakers (English version) – 2:59